# Tanjung Raya (Semendo Darat Tengah)
Tanjung Raya is een bestuurslaag in het regentschap Muara Enim van de provincie Zuid-Sumatra, Indonesië. Tanjung Raya telt 1036 inwoners (volkstelling 2010).